# Ricsókafélék

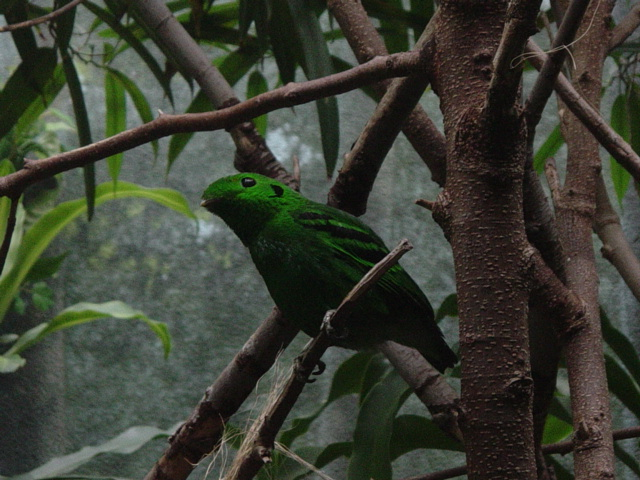
Smaragdricsóka (Calyptomena viridis)

A ricsókafélék (Eurylaimidae) a madarak osztályának verébalakúak (Passeriformes) rendjébe tartozó család.
A Smithornis és a Calyptomena nemet áthelyezték a Calyptomenidae családba

## Előfordulásuk
Indiában, a Szunda- és a Fülöp-szigetek területén honosak.

## Megjelenésük
Tömzsi testalkatú madarak, rövid, széles csőrrel, meglehetősen erős lábbal, középhosszú szárnnyal és rövid vagy csak kevéssé hosszú farokkal. Csőrük rövidebb a fejnél, erős és alacsony, tövén nagyon széles, hegyén hirtelen keskenyedő, a felső káva ormán észrevehetően tarajos, hegye horgasan legörbülő. A kávaélek befelé hajlók; a szájhasíték a szem aljáig ér, ezért szájnyílásuk majdnem olyan nagy, mint a kecskefejőé. Élénkszínű tollazatuk a hímnél és tojónál meglehetősen egyforma.

## Rendszertani besorolásuk
A család az alábbi 7 nem és 9 faj tartozik:
- Pseudocalyptomena (Rothschild, 1909) – 1 faj
  - kékállú ricsóka (Pseudocalyptomena graueri)

- Psarisomus (Swainson, 1837) – 1 faj
  - papagájricsóka (Psarisomus dalhousiae)

- Corydon (Lesson, 1828) – 1 faj
  - szumátrai ricsóka (Corydon sumatranus)

- Sarcophanops – 2 faj
  - visayai ricsóka (Sarcophanops samarensis vagy Eurylaimus samarensis)
  - kékszemű ricsóka (Sarcophanops steerii vagy Eurylaimus steerii)

- Serilophus (Swainson, 1837) – 1 faj
  - gébicsricsóka vagy holdas ricsóka (Serilophus lunatus)
- Cymbirhynchus (Vigors & Horsfield, 1830) – 1 faj
  - csónakcsőrű ricsóka (Cymbirhynchus macrorhynchus)

- Eurylaimus (Horsfield, 1821) – 2 faj
  - rózsásfejű ricsóka (Eurylaimus javanicus)
  - örvös ricsóka (Eurylaimus ochromalus)